# Touwtrekken op de Wereldspelen 2022
Het touwtrekken op de Wereldspelen van 2022 in het Amerikaanse Birmingham vond plaats van 14 tot en met 16 juli 2022. De wedstrijden gingen door in het sportcomplex van de University of Alabama.
De herenwedstrijden vonden plaats op 14 juli en de dames kampten op 15 juli. De gemengde teams streden op 16 juli tegen elkaar.

## Klassement
| Plaats | Heren               | Dames               | Gemengd             |
| ------ | ------------------- | ------------------- | ------------------- |
| Goud   | Zwitserland         | Taiwan              | Verenigd Koninkrijk |
| Zilver | Verenigd Koninkrijk | Zweden              | Duitsland           |
| Brons  | België              | Zwitserland         | Nederland           |
| 4      | Duitsland           | Verenigd Koninkrijk | Zwitserland         |
| 5      | Italië              | Nederland           | Zweden              |
| 6      | Nederland           | Duitsland           | Italië              |

## Medailles
| Discipline       | Goud | Zilver | Brons |
| ---------------- | --- | --- | --- |
| Heren (-640kg)   | Martin Arnold Thomas Arnold Walter Bernhard Robin Burch Ueli Christen Samuel Grani Ruedi Odermatt Fabian Rolli Emanuel Zumbuhl Johannes Zumbuhl | Marshall Drew Daniel Paul Kenny Will Lee Ian Murphy Tony Peck Andy Rebori Ian Robinson Leeboy Robinson Peter Darren Sellars Aidan Wheeler | Wim Broeckx Jan Hendrickx Joeri Janssens Luc Mertens Raf Mertens Wouter Raeymaekers Johny Schuermans Wim de Schutter Ief Smets Dries Vermeiren Joris Vermeiren            |
| Dames (-540kg)   | Gu Tsai-rong Huang Yu-an Lai Ting-yu Li Ju-chun Lin Meng-zhu Shih Chih-hsin Tien Chia-hsin Tien Chia-jung Tung Han                              | Justin Andersson Knif Eriksson Knif Hed Karin Jacobson Ellen Lilja Stor Olsson Magdalena Persson Sofia Persson Hanna Westerling           | Stephanie Arnet Elena Beier Petra Kaslin Michaela Koch Stefanie Ott Jasmin Villiger Melanie Villiger Sarah Villiger Brigitte Ziegler Erika Zumbuhl                        |
| Gemengd (-580kg) | Tara Adams Lucie Gray Richard Keightley Daniel Kenny Will Lee Ian Robinson Leeboy Robinson Emma Stone Aidan Wheeler Charlotte Wiliams           | Fabien Elias Julia Frieß Lukas Maier Lorenz Mühl Ramona Mühl Nicole Pflüger Florian Resch Rainer Vogel Thomas Wegmann                     | Robert Bentsink Ruud Geerdes Gerben Jansen Jan Willem Klumpers Jolanda Floors Annieta Nieuwland Nanda Oude Egberink Arjan Oude Nijhuis Aloysius Ribberink Trude Zonneveld |